# Simone Zaza
Simone Zaza [siˈmoːne ˈdzaddza] (* 25. Juni 1991 in Policoro) ist ein ehemaliger italienischer Fußballspieler. Der Mittelstürmer stand zuletzt beim FC Turin unter Vertrag.

## Karriere

### Verein
Simone Zaza kam von einem kleinen Verein aus seiner Heimatregion Basilikata in die Jugendakademie von Atalanta Bergamo, die er bis 2010 durchlief. Außerdem kam er in der Profimannschaft zu zwei Einsätzen, bevor er zu Sampdoria Genua wechselte. Dort spielte er sowohl noch ein Jahr in der Jugend, als auch drei Mal für die Profis. Nach mehreren Leihgeschäften, unter anderem zur SS Juve Stabia, dem FC Esperia Viareggio und zu Ascoli Calcio gelang ihm der Durchbruch. Zaza erzielte in 35 Ligapartien insgesamt 18 Tore für Ascoli, die dennoch aus der Serie B abstiegen. Nach dieser guten Saison, in der er Sechster der Torschützenliste wurde, erwarb Juventus Turin die Hälfte der Transferrechte an ihm, die andere Hälfte dieser sicherte sich die US Sassuolo Calcio, für die Zaza in den Spielzeiten 2013/14 und 2014/15 in der Serie A auflief.
Zur Saison 2015/16 sicherte sich Sassuolo Calcio zunächst für 7,5 Mio. Euro die kompletten Transferrechte, da das italienische Teilhabemodell abgeschafft worden war. Am 8. Juli wurde Zaza für 18 Mio. Euro an Juventus verkauft.
Im August 2016 wechselte Zaza leihweise zum englischen Klub West Ham United in die Premier League. Nach acht Premier-League-Einsätzen ohne eigenen Torerfolg wechselte er am 15. Januar 2017 zunächst auf Leihbasis in die spanische Primera División zum FC Valencia. Nachdem Zaza in 14 Ligaspielen drei Treffer erzielt hatte, wurde im April 2017 die feste Verpflichtung bekannt gegeben.
Im August 2018 wurde er nach Italien an den FC Turin verliehen. Nach Ablauf der Leihe verpflichtete Turin ihn fest.

### Nationalmannschaft
Zaza lief in den Jahren 2007 und 2009 insgesamt sechs Mal für italienische Jugendnationalmannschaften auf. Ende August 2014 wurde Zaza von Antonio Conte für das Freundschaftsspiel gegen die Niederlande am 4. September und das EM-Qualifikationsspiel gegen Norwegen am 9. September nominiert. Bereits gegen die Niederlande feierte er sein Debüt für die Squadra Azzurra, im folgenden Spiel gegen Norwegen konnte er zudem sein erstes Tor erzielen. Im Mai 2016 wurde Zaza von Conte schließlich für den 23-Mann-Kader nominiert, mit dem Italien an der Fußball-Europameisterschaft 2016 in Frankreich teilnahm.
Zaza kam bei der EM 2016 in zwei Vorrundenspielen zum Einsatz. Gegen Schweden wurde er im Schlussdrittel eingewechselt und gab dann die Vorlage zum 1:0-Siegtreffer. Gegen Irland spielte er über die volle Spielzeit. Im Viertelfinalspiel gegen Deutschland wurde er erst in der letzten Minute der Verlängerung für das anstehende Elfmeterschießen eingewechselt. Er trat daraufhin als zweiter Schütze der italienischen Mannschaft an, schoss den Ball jedoch über das Tor. Italien verlor das Spiel am Ende aufgrund von vier Fehlschüssen (die deutsche Mannschaft verschoss drei Elfmeter) und schied aus dem Turnier aus. Vor allem Zazas Fehlschuss erzeugte im Anschluss an das Spiel im Internet erhebliche Resonanz, da der Spieler nicht nur eigens für das Elfmeterschießen eingewechselt worden war, sondern beim Elfmeterschießen zudem in auffällig tänzelndem Schritt angelaufen war. Nach zwei weiteren Einsätzen spielte Zaza fast zwei Jahre nicht mehr für Italien. Im Oktober 2018 wurde er von Roberto Mancini noch in zwei weiteren Partien eingesetzt und erzielte erneut gegen die Niederlande seinen zweiten Länderspieltreffer. Seitdem wurde Zaza jedoch nicht mehr berücksichtigt.

## Erfolge und Auszeichnungen
- Italienischer Supercupsieger: 2015
- Italienischer Meister: 2015/16
- Italienischer Pokalsieger: 2015/16
- Spieler des Monats der Primera División: September 2017